# بنا، ایلوکوس شمالی
بنا، ایلوکوس شمالی (به لاتین: Banna, Ilocos Norte) یک منطقهٔ مسکونی در فیلیپین است که در ایلوکوس شمالی واقع شده‌است.